# Hollingworth Cliffs
Gli Hollingworth Cliffs sono una serie di picchi rocciosi situati a sud del Monte Absalom, nei Monti Herbert, della Catena di Shackleton, Terra di Coats in Antartide. 
Nel 1967 fu effettuata una ricognizione aerofotografica da parte degli aerei della U.S. Navy. Un'ispezione sul terreno fu condotta dalla British Antarctic Survey (BAS) nel periodo 1968-71.
Ricevettero l'attuale denominazione nel 1971 dal Comitato britannico per i toponimi antartici (UK-APC), in onore di Sydney Ewart Hollingworth, geologo britannico specializzato nella geologia del Pleistocene del nordovest dell'Inghilterra e professore di geologia all'University College di Londra, nel periodo 1946–66.